# Антарктическое циркумполярное течение
Антаркти́ческое циркумполя́рное тече́ние (течение За́падных Ветро́в) — холодное поверхностное океаническое течение протяжённостью до 30 тыс. км при ширине до 2,5 тыс. км в Южном полушарии, огибающее между 40° и 50° ю. ш. с запада на восток земной шар. Это самое мощное течение в мире и единственное, которое проходит через все меридианы.

## История исследований
Одним из первых серьёзных исследований этого течения стала экспедиция 1982—1983 годов по маршруту русской антарктической экспедиции на шлюпах «Восток» и «Мирный» (1819—1821 годы).
Экспедиция была проведена командой двух океанографических исследовательских судов: «Адмирал Владимирский» и «Фаддей Беллинсгаузен».

## Гидрология
Температура воды в верхнем слое меняется от 12—15 °C в северной части до 1—2 °C в южной части течения. Является самым мощным океаническим течением, его средний расход воды эквивалентен 125 Sv (0,125 км³/с), или, возможно, 150 Sv.
В верхнем слое океанических вод течение вызвано главным образом воздействием западных ветров, преобладающих в этих широтах. В ряде районов поток включает всю массу вод до океанского дна. Стержень течения совпадает с южным полярным фронтом, отделяющим воды южных частей Атлантического, Индийского и Тихого океанов от холодных антарктических вод.
В южной периферийной зоне Антарктического циркумполярного течения южнее 60° ю. ш. располагается Южный океан.
В поверхностном слое скорость течения достигает 4 км/ч южнее Новой Зеландии и до 14,5 км/ч в проливе Дрейка, в глубинном слое океанических вод составляет от 0,4 до 0,9 км/ч.
От данного течения ответвляются:
- в Атлантическом океане — Фолклендское течение, Бенгельское течение;
- в Индийском океане — Западно-Австралийское течение;
- в Тихом океане — Перуанское течение.

Зону Антарктического циркумполярного течения называют «Ревущими сороковыми» широтами из-за частых и свирепых штормов, присущих этому району.